# افسانه هشت سامورایی
افسانه هشت سامورایی (به ژاپنی: 里見八犬伝 Satomi Hakken-den) فیلمی ژاپنی در ژانر تاریخی، رزمی و فانتزی به کارگردانی کینجی فوکاساکو است که در سال ۱۹۸۳ منتشر شد.

## بازیگران
- هیروکو یاکوشیمارو
- هیرویوکی سانادا
- سونی چیبا
- اتسوکو شیهومی
- کیکو ماتسوزاکا
- ماری ناتسوکی